# 马振川
马振川（1949年11月—），北京市人，中华人民共和国政治人物、第十二届和第十三屆全国人民代表大会北京地区代表。

## 简历
- 15岁入公安学校。早年曾为户籍警、治安警、刑警；历任北京市公安局宣武分局副局长，密云县公安局局长，北京市公安局出入境管理处处长，北京市公安局副局长，北京市公安交通管理局局长等职。
- 2001年9月24日接替强卫任北京市公安局局长[1]。
- 2004年4月，升任中共北京市委常委、政法委副书记，兼任北京市公安局局长。
- 2010年1月30日，当选北京市人大常委会副主任；次月卸任北京市公安局局长一职。
- 2012年1月任北京市人大常委会副主任、党组副书记。
- 2013年1月28日，被选为全国人大代表，并离任北京市人大常委会副主任、党组副书记[2]。2018年2月24日，当选为第十三届全国人大代表[3]。

## 主抓大案
- 2001年打闷棍焦文軍案
- 2001年李小平特大系列劫车杀人案